# Marian Zeciu
Tudor Marian Zeciu (in armeno Մարիան Զեչիու?, Marian Zečiow; Bucarest, 25 febbraio 1977) è un ex calciatore rumeno naturalizzato armeno, di ruolo centrocampista.

## Palmarès

### Club

#### Competizioni nazionali
- Campionato armeno: 2

P'yownik: Bardsragujn chumb 2003, 2004
- Coppa di Armenia: 1

P'yownik: 2004